# Бабинська стінка
Ба́бинська стінка — ландшафтний заказник місцевого значення в Україні. Розташований у межах Кельменецької селищної громади Дністровського району Чернівецької області, між селами Вороновиця та Комарів.
Більша частина заказника розташована на території національного природного парку «Хотинський».
Площа 1405 га. Статус присвоєно згідно з рішенням облвиконкому від 16.01.1991 року № 22 та рішенням 17-ї сесії обласної ради ХХІІІ скликання від 20.12.2001 року № 171-17/01.
Статус присвоєно з метою збереження мальовничого природного комплексу, розташованого на залісненому правому схилі Дністровського каньйону. Особливо цінними є геологічні розрізи з карстовими утвореннями, а також степова рослинність у верхній частині схилу.
Являє собою цінні геологічні розрізи з мальовничими ландшафтами, корінною та степовою рослинністю. Тут за мільйони років утворилися своєрідні природні комплекси великих обривів і пологих схилів. Дивлячись на дивовижні геологічні розрізи Дністровського каньйону, можна наочно прослідкувати геологічну історію — знизу догори виходять на поверхню нашарування епох. Тут наявні як глауконіто-кварцові шари так і піщані, а також аргіліти та вапняно-доломіто-мергелеві відклади силуру — відповідно Кембрійський, Силурійський та Сарматський геологічні періоди, які сягають глибини історії планети на 500 мільйонів років. А в місці пересікання з Товтровою грядою створює живописне поєднання природно-територіальних комплексів, різких обривів та уступів.

## Галерея

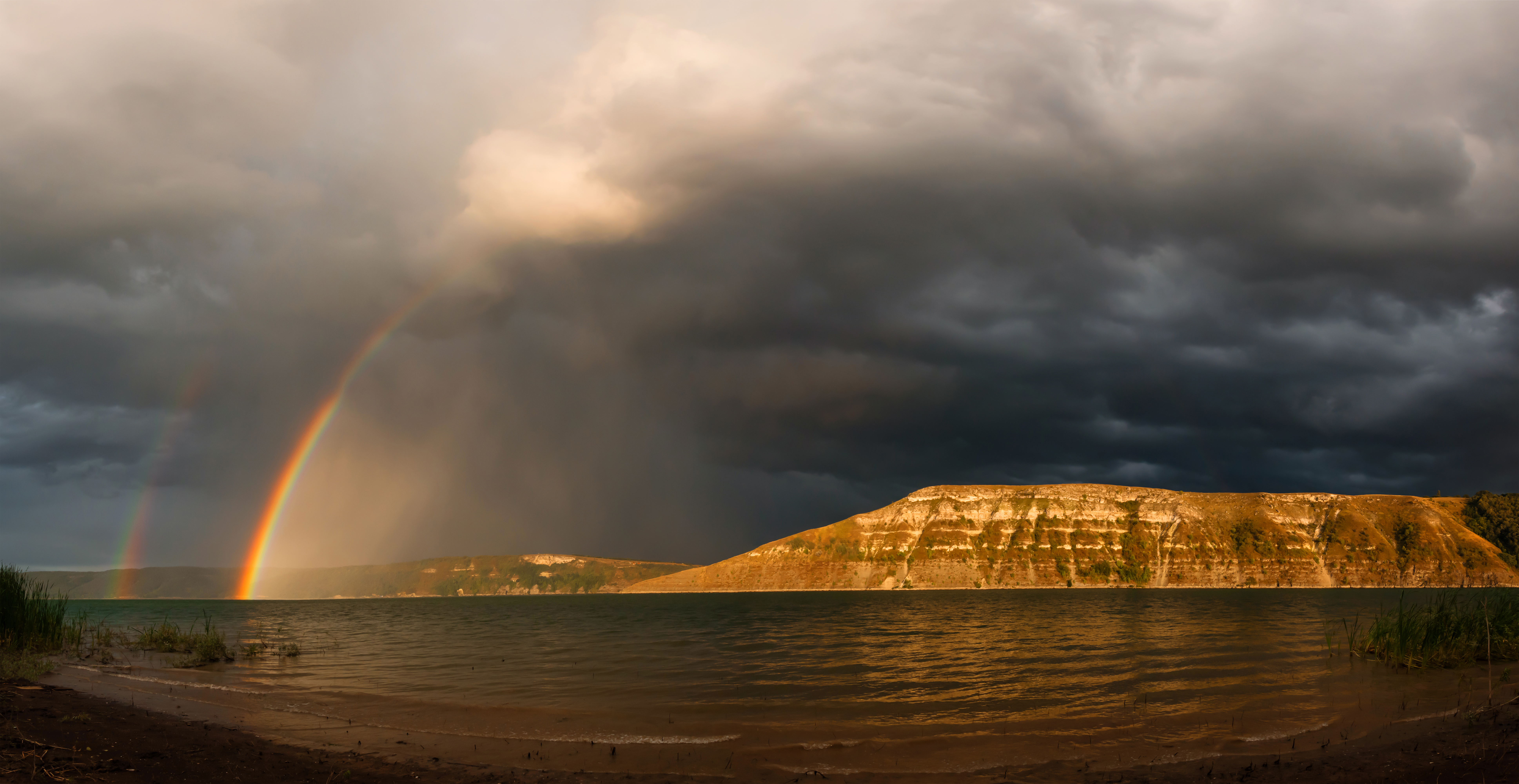
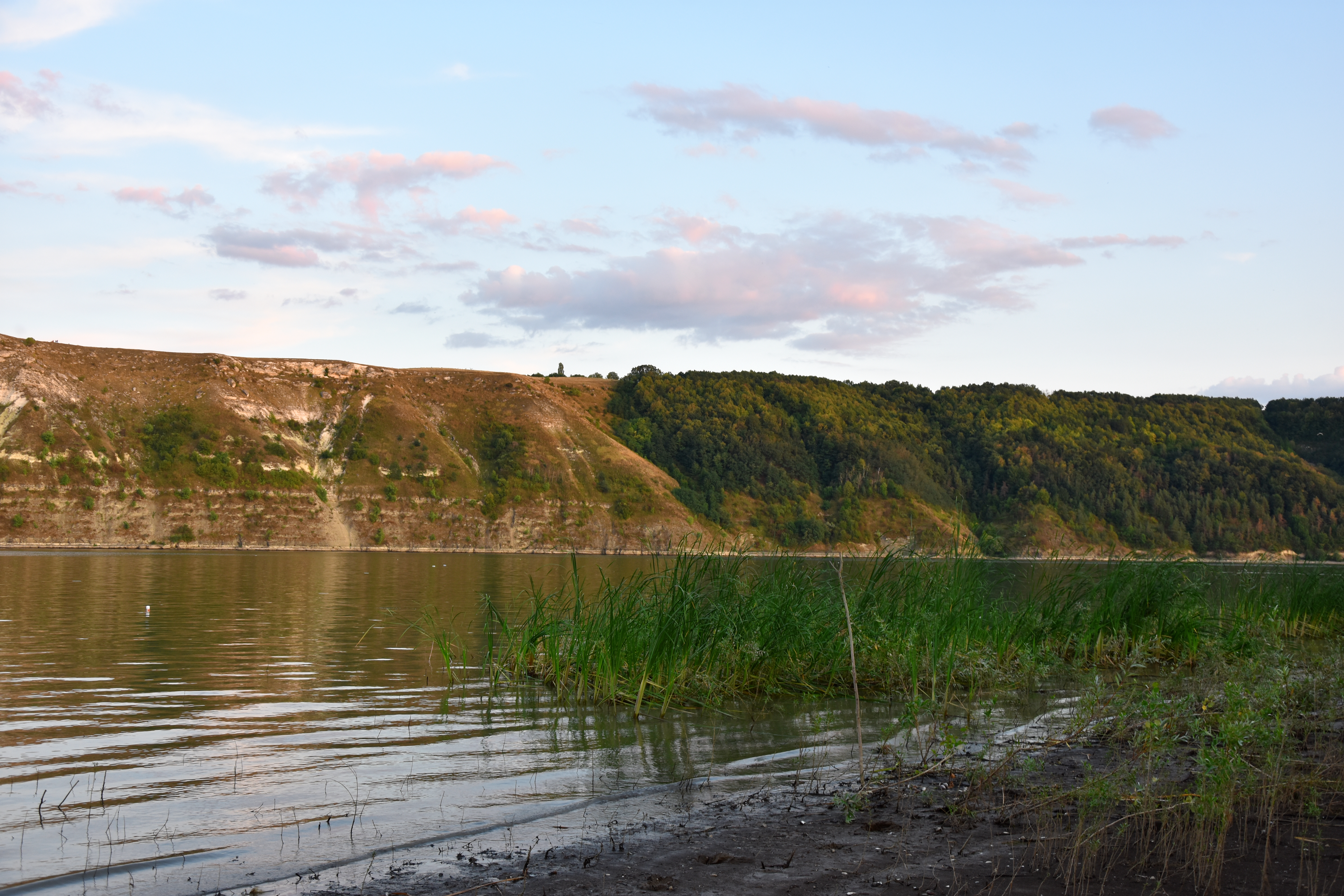
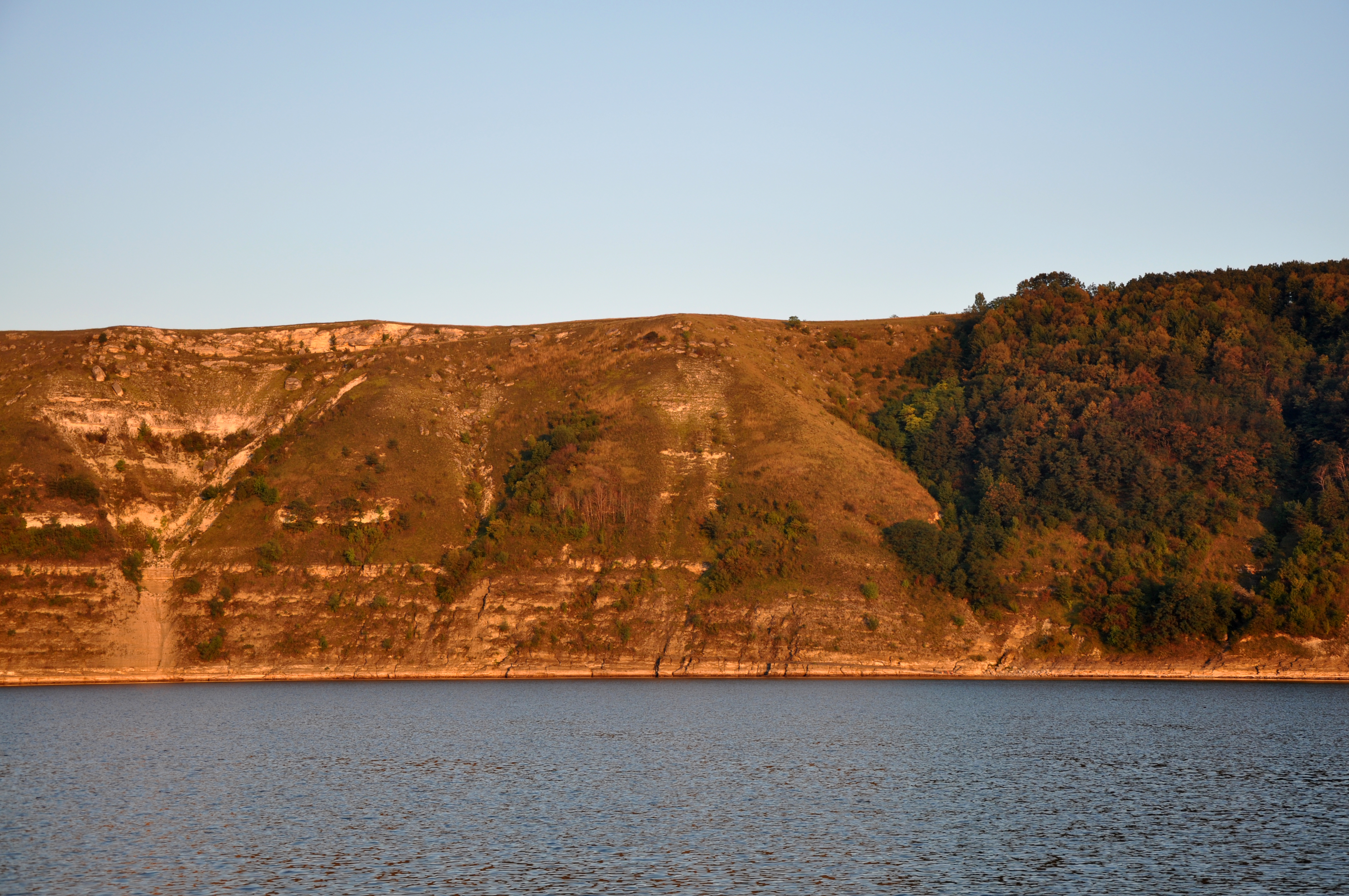